# Muricea chamaeleon
Gorgone caméléon
Espèce
Muricea chamaeleon, communément appelé Gorgone caméléon, est une espèce de gorgones de la famille des Plexauridae.

## Taxonomie
Pour le WoRMS, ce taxon est invalide et synonyme de Paramuricea clavata (Risso, 1826). 

## Répartition et habitat
Muricea chamaeleon se rencontre sur les côtes de l'Europe de l'Ouest et d'Afrique du Nord entre 20 et 30 mètres de profondeur, fixé sur le plancher océanique.

## Description
Ce corail mesure 50 cm de largeur pour 100 cm de longueur. Muricea chamaeleon se nourrit de zooplancton et a une espérance de vie estimée à 30 ans.

## Espèce proches
Toutes les espèces de gorgones et en particulier Eunicella verrucosa, communément appelé Gorgone verruqueuse, sont des espèces proches de Muricea chamaeleon.